# Donald Kerr

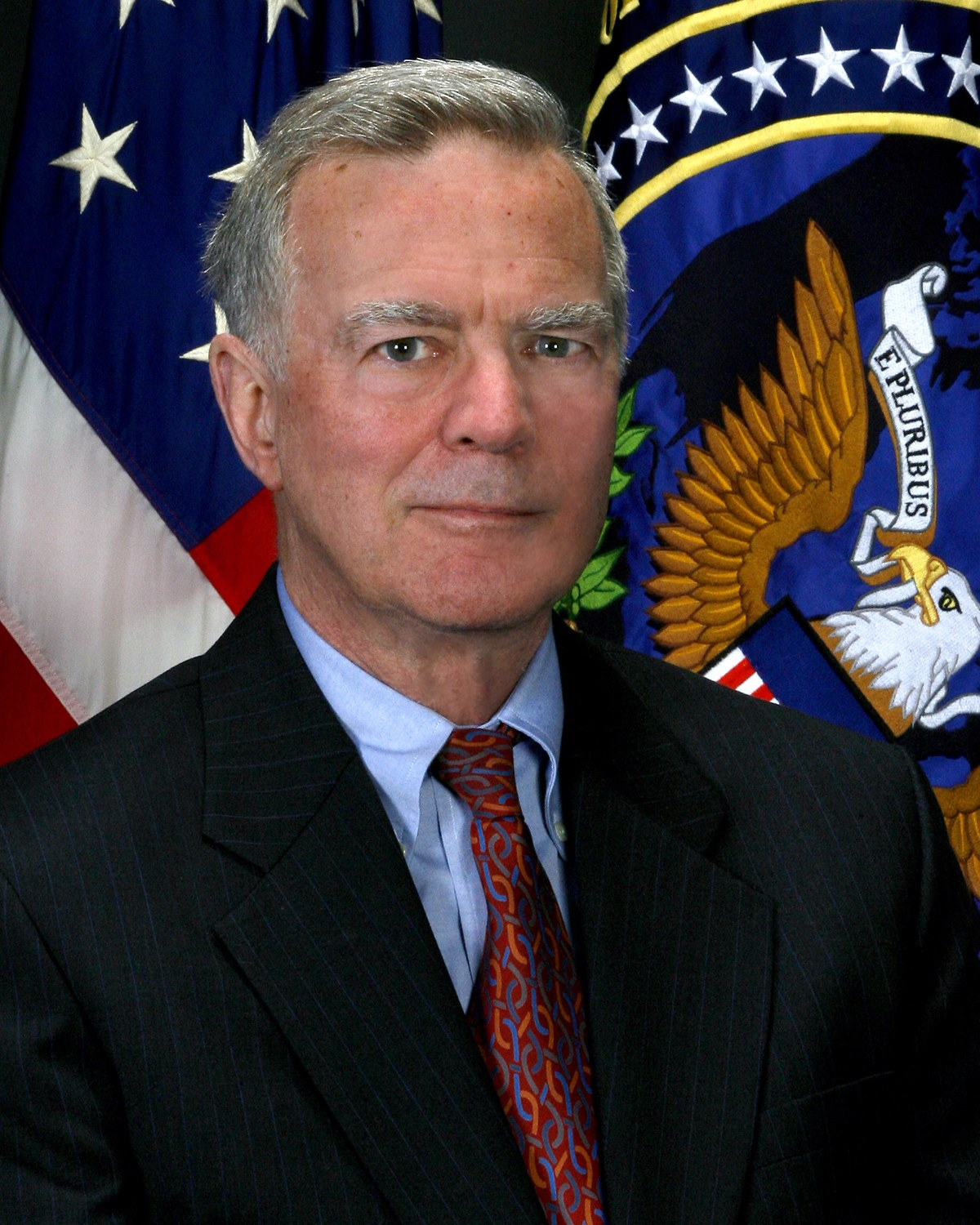
Donald Kerr

Donald M. Kerr Jr. (* 8. April 1939 in Philadelphia, Pennsylvania) ist ein US-amerikanischer Physiker und Forschungs- und Technologiemanager. Von 1979 bis 1985 war er der vierte Direktor des Los Alamos National Laboratory (LANL).
Donald Kerr studierte Elektrotechnik an der Cornell University mit dem Bachelor-Abschluss 1963, dem Master-Abschluss 1964 und der Promotion (Elektrotechnik, Physik) 1966. Ab 1966 war er am LANL, ab 1971 als Gruppenleiter. Dort forschte er und leitete er Forschung zur Wirkung von Atomwaffen in großen Höhen und Physik der Ionosphäre, Detektion von Kernwaffentests (Geophysik) und deren Analyse, Trägheitsfusion (Teilchenstrahlen, Laser, Schwere Ionen), Waffenanalyse und alternative Energien (1975/76 leitete er die entsprechende Abteilung).
Von 1985 bis 1992 war Kerr Senior Vice President und danach Präsident der EG&G Inc. in Wellesley. Er war Deputy Manager für Nevada des Department of Energy (DOE) in Las Vegas und später für das DOE in Washington, D.C. Deputy Assistant Secretary und Acting Assistant Secretary für Verteidigungsprogramme sowie später für Energietechnologie.
Von 1997 bis 2001 war er Assistant Director des FBI zuständig für die FBI-Labore. Von 2001 bis 2005 war er stellvertretender Direktor für Wissenschaft und Technik der CIA und von 2005 bis 2007 Direktor des National Reconnaissance Office. Von 2007 bis 2009 fungierte er als Principal Deputy Director of National Intelligence.
Er erhielt den Charlie Allen Award for Distinguished Intelligence Service der Armed Forces Communications and Electronics Association, die CIA Distinguished Intelligence Medal, die NRO Distinguished Service Medal und den DOE Outstanding Service Award (1979). 2008 wurde ihm die National Intelligence Distinguished Service Medal verliehen. Er ist Fellow der American Physical Society und der American Association for the Advancement of Science.
Seit 2009 ist Kerr im Aufsichtsrat der Mitre Corporation und seit 2014 stellvertretender Vorsitzender des Aufsichtsrats. Davor hatte er schon verschiedene andere Management-Positionen bei Technologiefirmen inne.